# The Detroit News
The Detroit News est, avec le Detroit Free Press, l'un des deux quotidiens de la ville de Détroit, aux États-Unis. Point de départ de l'Empire de presse Scripps-Howard, il devient, en 1920, le premier quotidien au monde à lancer une chaîne radio, 8MK. Toujours en activité, elle lui permet, en 1947, de lancer WWJ-TV, la première chaîne de télévision du Michigan.

## Histoire
Fondé en 1873 par James Edmund Scripps, un immigrant venu d'Angleterre, le journal The Evening News est concurrent du Detroit Free Press et du Detroit Tribune, où Scripps a travaillé pendant 12 ans. Le journal est rebaptisé plus tard[Quand ?] The Detroit News. Un incendie a détruit l'entreprise, lui permettant d'être indemnisé par les assurances. Il s'en sert pour créer un quotidien, mais publié le soir. Dès sa création, il loue des bureaux dans l'immeuble de son rival, le Detroit Free Press, propriété du groupe Knight Ridder. 'la région des Grands Lacs, The Detroit News a été fondé par son demi-frère Edward Willis Scripps.
En 1900, George H. Scripps, un autre frère de Scripps, meurt et lègue ses parts, 30 %, à leur demi-frère Edward Willis Scripps. James Scripps conteste l'héritage en justice et obtient un accord amiable qui lui octroie la totalité du Detroit News, mais rien dans les autres villes.
Le journal est un quotidien du soir, populaire, financé par de la publicité bon marché, et « écrit comme les gens parlent »[réf. souhaitée]. Il obtient un certain succès, jugé redevable à l'action énergique de son patron[Quand ?] George G. Booth, gendre du fondateur et créateur de l'empire de presse Booth Newspapers.
Les héritiers de Scripps rachètent le Detroit Tribune le 1er février 1919, puis le Detroit Journal le 21 novembre 1922. Quarante ans plus tard, en 1960, le groupe rachète un troisième quotidien local, le Detroit Times. Il utilise l'immeuble de ce dernier comme imprimerie, avant d'en ouvrir une plus moderne en 1967 à Sterling Heights (Michigan). L'ensemble de ces journaux et de leurs radios est intégré au groupe E. W. Scripps Company, qui détient aussi l'agence de presse United Press.
Larry Wright est son dessinateur de presse principal de 1976 à 2009.
La société d'actionnaires du journal, l'Evening News Association, est fusionnée avec le groupe Gannett en 1985.